# فالباري
فالباري (بالإنجليزية: Valparai)‏ هي منطقة سكنية تقع في الهند في ضاحية كويمباتور. يقدر عدد سكانها بـ 70,859 نسمة وترتفع عن سطح البحر 1,193 متر.